# 오이네우스

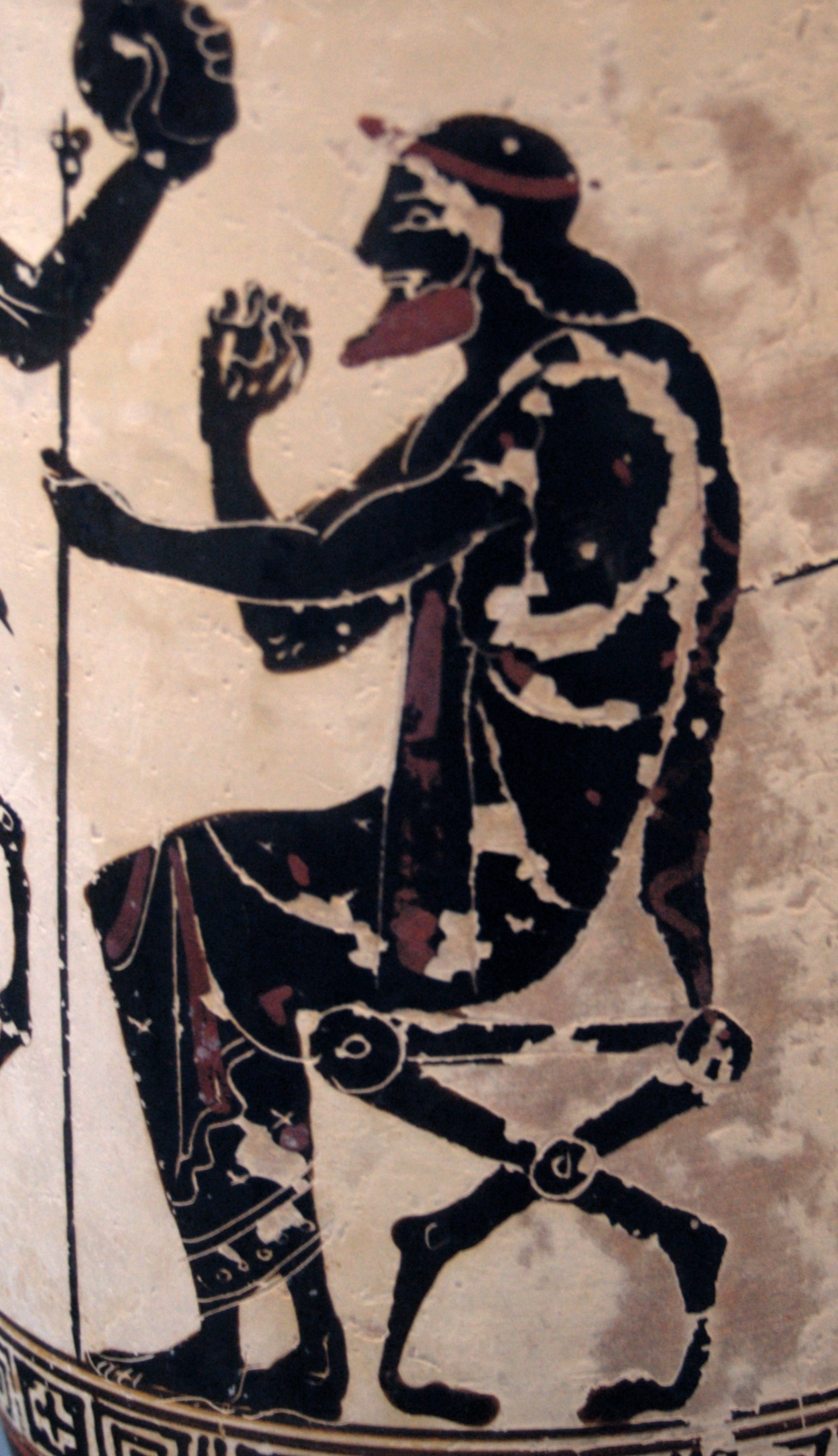
오이네우스, 기원전 500년경 항아리 부조.

오이네우스(그리스어: Οἰνεύς)는 그리스 신화에 등장하는 인물로 칼리돈의 왕이었다. 파르타온의 아들로 알타이아의 남편이자 멜레아그로스의 아버지이다. 전설에 따르면 오이네우스는 디오니소스에게 포도주를 만드는 법을 배워 처음으로 포도나무를 기른 사람이라고 한다. 그의 이름도 '포도 사나이'란 뜻이다.
오이네우스가 자신에게 제물을 바치지 않은 것에 격분한 아르테미스는 거대한 멧돼지를 보내어 칼리돈을 엉망으로 만들었다. 오이네우스는 아들 멜레아그로스에게 그리스 전역에서 영웅들을 모집하여 멧돼지를 사냥하도록 요청하였다. 많은 영웅들이 모인 가운데 아탈란테 또한 멧돼지를 사냥하기 위해 참가하였는데, 멜레아그로스가 그녀를 보고 첫눈에 반하게 되었다.
영웅들이 멧돼지를 사냥하는 것에 고전하는 가운데 아탈란테가 처음으로 멧돼지에게 화살을 명중시켰고, 이어서 멜레아그로스가 멧돼지를 창으로 찔러 죽이는 것에 성공하였다. 멜레아그로스가 전리품인 멧돼지의 가죽을 아탈란테에게 줄 것을 선언하자, 그녀를 질투한 플렉시포스와 톡세우스가 이것에 반대하여 아탈란테가 받은 전리품을 빼앗았다. 격분한 멜레아그로스는 그들이 자신의 어머니의 형제임을 잊고 그들을 죽였다. 이것을 안 멜레아그로스의 어머니 알타이아는 슬퍼하며 멜레아그로스의 목숨이 연결된 나무를 불태워 그를 죽이고 자살하였다. 이것으로 아탈란테와 멜레아그로스의 인연도 끝이 난다.